# حوضه رسوبی
| سپر سکو کوه‌زایی حوضه ساختاری ایالت آذرین بزرگ پوسته کش‌آمده | پوسته اقیانوسی: ۲۰–۰ میلیون سال ۶۵–۲۰ میلیون سال >۶۵ میلیون سال |

حوضه رسوبی به مناطقی از زمین گفته می‌شود که بر اثر فرونشست زمین در درازمدت، محیط مناسبی جهت ته‌نشینی رسوب در آن‌ها پدید آمده است. فرونشست حوضه‌های رسوبی بر اثر عوامل مختلفی روی دهد که از جمله آن‌ها می‌توان نازک‌شدن پوسته زیرین، تغییرات ناشی از عوامل رسوبی، آتشفشانی و بالاآمدگی زمین‌ساختی در ضخامت و چگالی سنگ‌کره را نام برد. حوضه‌های رسوبی در شرایط زمین‌شناختی گوناگونی تشکیل می‌شوند که اغلب با فعالیت‌های زمین‌ساخت صفحه‌ای ارتباط دارد. این حوضه‌ها از نظر ساختمانی به روش‌های گوناگونی طبقه‌بندی می‌شوند و طبقه‌بندی عمده آن‌ها بر پایه نوع و چگونگی صفحه زمین‌ساختی تشکیل‌دهنده آن‌ها (همگرا، واگرا، تبدیلی، درون صفحه‌ای)، نزدیکی حوضه به مرز صفحه‌های فعال و نیز اقیانوسی، قاره‌ای یا انتقالی‌بودن پوسته زیرین حوضه است.
پتانسیل نگه‌داری رسوب در حوضه‌هایی که در رژیم‌های زمین‌ساخت صفحه‌ای مختلف شکل گرفته‌اند، با هم متفاوت است. در پوسته اقیانوسی، حوضه‌های رسوبی به صورت فرورانده هستند در حالی که رسوبات حوضه‌های حاشیه قاره‌ای ممکن است تا حدی حفظ شده و حوضه‌های درون‌کراتونی دارای قابلیت بالای حفظ رسوب هستند. با ته‌نشینی و مدفون‌شدن رسوبات در حوضه و افزایش فشار مواد نهشته‌شده، فرایند سنگ‌شدگی آغاز می‌شود.